# Harry J. Anslinger
Harry Jacob Anslinger (Altoona, Pensilvania, 20 de mayo de 1892-Hollidaysburg, Pensilvania, 14 de noviembre  de 1975) fue un funcionario del gobierno de los Estados Unidos que se desempeñó como el primer comisionado de la Oficina Federal de Narcóticos del Departamento del Tesoro de los EE. UU. durante las presidencias de Herbert Hoover, Franklin Delano Roosevelt, Harry S. Truman, Dwight Eisenhower y John F. Kennedy. Fue partidario de la prohibición y la criminalización de las sustancias adictivas (drogas) mientras difundía campañas de política contra ellas. Ocupó el cargo durante 32 años sin precedentes en su función de comisionado hasta 1962. Luego ocupó el cargo durante dos años como Representante de Estados Unidos ante la Comisión de Estupefacientes de las Naciones Unidas. Las responsabilidades que alguna vez tuvo Anslinger ahora están en gran parte bajo la jurisdicción de la Oficina de Política Nacional de Control de Drogas de los Estados Unidos.

## Biografía
El padre de Harry Anslinger, Robert J. Anslinger, era un peluquero de oficio que nació en Berna, Suiza. Su madre, Rosa Christiana Fladt, nació en Baden, Alemania. La familia emigró a los Estados Unidos en 1881. Robert Anslinger trabajó en Nueva York durante dos años, luego se mudó a Altoona, Pensilvania, una ciudad fundada por el Ferrocarril de Pensilvania. En 1892, el año en que nació Harry, Anslinger, en busca de un empleo más estable, se puso a trabajar para el ferrocarril de Pensilvania.
Siguió a su padre al ir a trabajar para el ferrocarril de Pennsylvania. Después de completar el octavo grado, comenzó a trabajar con su padre en el ferrocarril, mientras que al comenzar su primer año, a los 14 años continuó asistiendo a las sesiones matutinas en la escuela secundaria local, trabajando tardes y noches para el ferrocarril. Si bien no recibió un diploma de escuela secundaria, en 1909, Harry se inscribió en Altoona Business College a la edad de 17 años, y durante los siguientes dos años recibió tutoría adicional. En 1912, se le concedió una licencia que le permitió inscribirse en el Pennsylvania State College, donde estudió en un programa de grado asociado de dos años en negocios e ingeniería, mientras trabajaba los fines de semana y los períodos de vacaciones.

### Debut político
Anslinger ganó notoriedad al principio de su carrera. A la edad de 23 años (en 1915), mientras trabajaba como investigador para el Ferrocarril de Pensilvania, realizó una investigación detallada que encontró que la reclamación de $ 50,000 de un viudo en un accidente ferroviario era fraudulenta. Ahorró el pago a la empresa y fue ascendido a capitán de la policía ferroviaria.
De 1917 a 1928, Anslinger trabajó para varias organizaciones militares y policiales para detener el tráfico internacional de drogas. Sus funciones lo llevaron por todo el mundo, desde Alemania hasta Venezuela y Japón. Se le atribuye ampliamente el mérito de dar forma no solo a las políticas de drogas nacionales e internacionales de Estados Unidos, sino también de influir en las políticas de drogas de otras naciones, particularmente aquellas que no habían debatido los problemas internamente.
En 1929, Anslinger regresó de su gira internacional para trabajar como comisionado asistente en la Oficina de Prohibición del Departamento del Tesoro de los Estados Unidos. Alrededor de este tiempo, la corrupción y el escándalo se apoderaron de las agencias de prohibición y narcóticos. Las consiguientes reorganizaciones y reorganizaciones prepararon el escenario para que Anslinger, percibido como una figura honesta e incorruptible, avanzara no solo en rango sino también en una gran estatura política.
En 1930, a la edad de 38 años, Anslinger fue nombrado comisionado fundador de la Oficina Federal de Narcóticos del Tesoro. El Tesoro se centró en el comercio ilegal de alcohol (entonces todavía bajo Prohibición) y drogas ilícitas, no principalmente como males sociales que caían bajo la competencia de otro gobierno, sino como pérdidas de ingresos no tributables. Nombrado por el secretario del departamento Andrew W. Mellon, que era el tío de su esposa, Anslinger recibió un presupuesto de $ 100,000 y un amplio alcance.

### Campaña contra marihuana (1930–1937)
Las restricciones sobre el cannabis (Cannabis Sativa, a menudo llamado "cáñamo indio" en documentos anteriores a la década de 1940) como droga comenzaron en las leyes locales de Nueva York en 1860. Esto fue seguido por las leyes locales en muchos otros estados y por las leyes estatales en la década de 1910 y 1920. La Ley Federal de Alimentos y Medicamentos Puros de 1906 regulaba el etiquetado de los medicamentos patentados que contenían "cannabis indica". En 1925, Estados Unidos apoyó la regulación del "cáñamo indio" como droga, en la Convención Internacional del Opio. Las recomendaciones de la Convención Internacional del Opio inspiraron el trabajo con la Ley Estatal Uniforme de Estupefacientes entre 1925 y 1932.
Anslinger no había participado activamente en este proceso hasta aproximadamente 1930. Antes del final de la prohibición del alcohol, Anslinger había afirmado que el cannabis no era un problema, no dañaba a las personas y "probablemente no hay una falacia más absurda" que la idea que hace gente violenta. Sus críticos argumentan que cambió no por evidencia objetiva, sino por interés propio debido a la obsolescencia del Departamento de Prohibición que dirigió cuando cesó la prohibición del alcohol, haciendo campaña para una nueva Prohibición contra su uso. Anslinger recopiló anécdotas dudosas de que la marihuana causaba delitos y violencia e ignoró pruebas contrarias, como la del doctor Walter Bromberg, quien señaló que el abuso de sustancias y el delito son muy confusos y que ninguna de las 2.216 condenas penales que examinó se cometió claramente bajo la influencia de la marihuana., o una discusión que le envió la Asociación Médica Estadounidense en la que 29 de 30 farmacéuticos y representantes de la industria farmacéutica objetaron sus propuestas para prohibir la marihuana. Una de esas declaraciones afirmaba que la propuesta era "Absoluta putrefacción. No es necesario. Nunca supe de su uso indebido", aunque solo se conservó el único disidente (que señaló que una vez se había encontrado con un médico adicto a la marihuana) en los archivos de la Oficina.
Anslinger buscó y finalmente recibió, como jefe de la Oficina Federal de Narcóticos, un aumento de informes sobre fumar marihuana en 1936 que continuó extendiéndose a un ritmo acelerado en 1937. Antes, fumar marihuana había sido relativamente leve y se limitaba al suroeste, particularmente a lo largo de la frontera mexicana.
La Oficina preparó primero un plan legislativo para solicitar al Congreso una nueva ley que colocaría la marihuana y su distribución directamente bajo control federal. En segundo lugar, Anslinger realizó una campaña contra la marihuana en la radio y en los principales foros.  Su vista era clara, ideológico y judgmental:
 
Al utilizar los medios de comunicación como foro (recibiendo mucho apoyo del editor de periodismo amarillo William Randolph Hearst), Anslinger impulsó el sentimiento contra la marihuana desde el nivel estatal a un movimiento nacional. Usó lo que llamó sus "Archivos Gore", una colección de citas de informes policiales, para representar gráficamente los delitos causados por los consumidores de drogas. Fueron redactados en el lenguaje escueto y conciso de un informe policial. Su historia más infame en The American Magazine se refería a Victor Licata, quien mató a su familia:
 
La historia es uno de los 200 crímenes violentos que se documentaron en la serie "Gore Files" de Anslinger. Desde entonces se ha demostrado que Licata asesinó a su familia debido a una enfermedad mental grave (que había sido diagnosticada temprano en su juventud), y no por el consumo de cannabis. Los investigadores ahora han demostrado que Anslinger atribuyó erróneamente 198 de las historias de "Gore Files" al uso de marihuana y que los "dos casos restantes no pudieron ser refutados, porque no existían registros sobre los crímenes." Durante las audiencias de la Ley del Impuesto a la Marihuana de 1937, Anslinger repitió los asesinatos de Licata en 1933 mientras daba testimonio ante el Congreso.
En la década de 1930, los artículos de Anslinger a menudo contenían temas racistas en su campaña contra la marihuana:
  
Anslinger apuntó a Billie Holiday por su canción de 1939 Strange Fruit, amenazándola e indicándole que dejara de interpretar la canción. Dirigirse a las minorías, especialmente los estadounidenses negros, con acusaciones de drogas y acoso fue parte de la estrategia de Anslinger para justificar la existencia y el presupuesto de la Oficina Federal de Narcóticos. Anslinger fue considerado "tan racista que fue considerado un racista loco en la década de 1920." En su libro de 1964, The Protectors, Anslinger incluyó un capítulo llamado "Jazz and Junk Don't Mix" sobre los músicos de jazz negros Billie Holiday, a quien había esposado en su lecho de muerte por sospecha de uso y posesión de drogas) y Charlie Parker., quienes murieron después de años de abuso ilegal de heroína y alcohol:
 
Anslinger esperaba orquestar una red nacional de músicos de jazz y mantuvo un archivo llamado "Marihuana y músicos"."
Los críticos de Anslinger creen que la campaña contra la marihuana tenía una agenda oculta. Por ejemplo, la empresa industrial E. I. DuPont De Nemours And Company, los intereses petroquímicos y William Randolph Hearst conspiraron juntos para crear una campaña contra la marihuana sumamente sensacional para eliminar el cáñamo como competidor industrial de los materiales sintéticos. Sin embargo, la DuPont Company y los historiadores industriales han disputado este vínculo entre el desarrollo del nailon y los cambios en las leyes del cáñamo (marihuana); el éxito del nailon fue enorme desde el principio. No fue hasta 1934, y el cuarto año en el cargo, que Anslinger consideró la marihuana como una seria amenaza para la sociedad estadounidense (Wallace Carothers sintetizó por primera vez el nailon el 28 de febrero de 1935). La Liga de Naciones ya había implementado restricciones para la marihuana a principios de la década de 1930 y las restricciones comenzaron en muchos estados de EE. UU. Años antes de que se nombrara a Anslinger. Tanto el presidente Franklin D. Roosevelt como su fiscal general apoyaron públicamente este desarrollo en 1935. Anslinger fue parte de un movimiento más amplio destinado a alarmar al público como parte del impulso más amplio del gobierno para prohibir todas las drogas recreativas.
El Comité La Guardia, promovido en 1939 por el alcalde de Nueva York, Fiorello La Guardia, fue el primer estudio en profundidad sobre los efectos de fumar marihuana. Contradecía sistemáticamente las afirmaciones hechas por el Departamento del Tesoro de los Estados Unidos de que fumar marihuana provocaba locura y determinaba que "la práctica de fumar marihuana no conduce a la adicción en el sentido médico de la palabra." Publicado en 1944, el informe enfureció a Anslinger, que estaba haciendo campaña contra la marihuana, y lo condenó por no ser científico.

### Últimos años
Más adelante en su carrera, Anslinger fue examinado por insubordinación al negarse a desistir de un intento de detener el Informe conjunto ABA / AMA sobre adicción a los narcóticos, una publicación editada por el profesor de sociología Alfred R. Lindesmith de la Universidad de Indiana. Lindesmith escribió, entre otras obras, La adicción a los opiáceos (1947), El adicto y la ley (1965) y varios artículos que condenaban la criminalización de la adicción. Casi todo lo que hizo Lindesmith fue crítico con la Guerra contra las Drogas, condenando específicamente el papel de Anslinger. A la controversia AMA / ABA a veces se le atribuye [¿según quién?] El fin de la posición de Anslinger como comisionado de la Oficina Federal de Narcóticos. [cita requerida]
Anslinger se sorprendió al ser reelegido por el presidente John F. Kennedy en febrero de 1961. El nuevo presidente tenía una tendencia a fortalecer el gobierno con funcionarios públicos más jóvenes, y en 1962, Anslinger tenía 70 años, la edad obligatoria para jubilarse en su posición. Además, durante el año anterior había sido testigo de la muerte lenta y agonizante de su esposa Martha debido a una insuficiencia cardíaca, y había perdido algo de su impulso y ambición. [cita requerida] Presentó su renuncia al presidente Kennedy en su cumpleaños número 70, el 20 de mayo de 1962. Dado que Kennedy no tenía un sucesor, Anslinger permaneció en su puesto de $ 18,500 al año ($ 145,733 cuando se ajusta a la inflación en dólares de 2014) hasta más tarde que año. Henry Giordano lo sucedió en agosto. Después de eso, fue Representante de los Estados Unidos ante la Comisión de Estupefacientes de las Naciones Unidas durante dos años, después de los cuales se retiró.
En 1973, Anslinger estaba completamente ciego, tenía una glándula prostática agrandada y debilitante y sufría de angina.
El 14 de noviembre de 1975, a la 1 p. m., Anslinger murió de insuficiencia cardíaca en el antiguo Mercy Hospital (ahora conocido como Bon Secours Hospital Campus del Sistema Regional de Salud de Altoona) en Altoona, Pensilvania. Tenía 83 años y fue enterrado en el cementerio presbiteriano de Hollidaysburg en Hollidaysburg, Pensilvania.
Esté sobrevivido por su hijo, Joseph Leet Anslinger, y una hermana. Según John McWilliams  1990 libro, El Protectors: Harry J. Anslinger Y la Agencia Federal de Narcóticos (1930@–1962), Anslinger  nuera Bea en aquel tiempo todavía vivido en Anslinger  casa en Hollidaysburg.

## En los medios de comunicación
- En 1973, Anslinger fue interpretado por el actor Edmond O'Brien en la película Lucky Luciano, de Francesco Rosi, con Gian Maria Volonté.
- El papel de Anslinger en la guerra contra las drogas está documentado en el libro de 2015 Chasing the Scream, de Johann Hari.
- El objetivo de Anslinger, de Billie Holiday, y su papel en los primeros días de la guerra contra las drogas se discuten en el podcast "Throughline", de NPR, episodio Strange Fruit.

## Lectura complementaria
- Assassin of Youth: A Kaleidoscopic History Of Harry J. Anslinger's War On Drugs (ISBN 9780226277028), by Alexandra Chasin, University of Chicago Press, 2016.
- Chasing the Scream: The First and Last Days of the War on Drugs (ISBN 978-1620408902), by Johann Hari, 2015
- Larry Sloman, Reefer Madness: A History of Marijuana in America (Indianapolis: Bobbs–Merrill, 1979)
- The Traffic in Narcotics: An interview with the Hon. Harry J. Anslinger United States Commissioner of Narcotics, Jan. 1, 1954
- HARRY J. ANSLINGER, WILL OURSLER:THE STORY OF THE NARCOTIC GANGS, 1961
- Who Was Who in America with World Notables (ISBN 0-8379-0207-X), Vol VI 1974–1976, by Marquis Who's Who, 1976
- The Protectors: Harry J. Anslinger and the Federal Bureau of Narcotics (1930–1962) (ISBN 0-87413-352-1), by John C. McWilliams, University of Delaware Press, 1990
- The War on Drugs II (ISBN 1-55934-016-9), J. A. Inciardi, California: Mayfield Publishing Company, 1992
- Cannabis: A History (ISBN 0-312-42494-9), Martin Booth, Picador USA, 2005